# Próti (Serrès)
Próti, en grec moderne : Πρώτη, est un village et un ancien dème du district régional de Serrès, en Macédoine-Centrale, Grèce. Depuis 2010, il est fusionné au sein du dème d'Amphipolis.
Selon le recensement de 2011, la population du dème compte 2 044 habitants, tandis que celle du village s'élève à 1 176 habitants.